# Low Rider (sång)
Low Rider är en sång skriven av det amerikanska funkbandet War, och producenten Jerry Goldstein, som var med på deras album "Why Can't We Be Friends?", släppt år 1975.